# سنگ‌های ایستاده استنس
سنگ‌های ایستاده استنس (انگلیسی: Standing Stones of Stenness) یادمانی مربوط به دوران نوسنگی است که در پنج مایلی شمال شرق استورم‌نس در اورکنی اسکاتلند قرار دارد و ممکن است کهن‌ترین محوطهٔ هنج در سراسر جزایر بریتانیا باشد. این یادمان امروزه در فهرست میراث جهانی یونسکو ثبت شده و مدیریت آن بر عهدهٔ سازمان اسکاتلند تاریخی است.